# Dmitri Khristitch
Dmitri Ivanovitch Khristitch - en russe : Дмитрий Иванович Христич, et en anglais : Dmitri Khristich - (né le 23 juillet 1969 à Kiev en Union soviétique) est un joueur professionnel de hockey sur glace ukrainien devenu entraîneur. Il évoluait au poste d'ailier.

## Carrière en club
En 1985, il commence sa carrière avec le HK Sokol Kiev en championnat d'URSS. Il est choisi en 1988 au cours du repêchage d'entrée dans la Ligue nationale de hockey par les Capitals de Washington en 6e ronde, en 120e position. En 1990, il part en Amérique du Nord et débute dans la LNH. Le 8 juillet 1995, il est échangé aux Kings de Los Angeles en compagnie de Byron Dafoe en retour d'un choix de première ronde au repêchage d'entrée dans la LNH 1996 (Aleksandr Volchkov) et de Justin Davis. Le 29 août 1997, il  est envoyé aux Bruins avec Byron Dafoe pour Jozef Stumpel, Sandy Moger et un choix de quatrième ronde au repêchage d'entrée dans la LNH 1998 (Pierre Dagenais finalement choisi par les Devils du New Jersey). Le 20 octobre 2000, une transaction pour obtenir un choix de seconde ronde en repêchage d'entrée dans la LNH 2000 (Ivan Huml) l'emmène aux Maple Leafs de Toronto. Le 11 septembre 2000, un échange le ramène chez les Capitals. 
En 2002, il signe au Metallourg Magnitogorsk en Superliga. Deux ans plus tard, il met un terme à sa carrière.

## Carrière internationale
Il a représenté l'URSS puis l'Ukraine au niveau international. Il a participé aux championnats du monde 1991 avec les soviétiques. Avec l'Ukraine, il a notamment été sélectionné pour les Jeux Olympiques d'hiver de 2002.

## Statistiques
| Saison     | Équipe                  | Ligue         |     | Saison régulière | Saison régulière | Saison régulière | Saison régulière | Saison régulière |    | Séries éliminatoires | Séries éliminatoires | Séries éliminatoires | Séries éliminatoires | Séries éliminatoires |
| Saison     | Équipe                  | Ligue         | PJ  | B                | A                | Pts              | Pun              | PJ               | B  | A                    | Pts                  | Pun                  |                      |                      |
| 1985-1986  | HK Sokol Kiev           | URSS          | 4   | 0                | 0                | 0                | 0                |                  |    |                      |                      |                      |                      |                      |
| 1986-1987  | SHVSM Kiev              | Vysshaya Liga | 5   | 1                | 1                | 2                | 6                |                  |    |                      |                      |                      |                      |                      |
| 1986-1987  | HK Sokol Kiev           | URSS          | 20  | 3                | 0                | 3                | 4                |                  |    |                      |                      |                      |                      |                      |
| 1987-1988  | SHVSM Kiev              | Vysshaya Liga | 4   | 4                | 0                | 4                | 4                |                  |    |                      |                      |                      |                      |                      |
| 1987-1988  | HK Sokol Kiev           | URSS          | 37  | 9                | 1                | 10               | 18               |                  |    |                      |                      |                      |                      |                      |
| 1988-1989  | HK Sokol Kiev           | URSS          | 42  | 17               | 8                | 25               | 15               |                  |    |                      |                      |                      |                      |                      |
| 1989-1990  | HK Sokol Kiev           | URSS          | 47  | 14               | 22               | 36               | 32               |                  |    |                      |                      |                      |                      |                      |
| 1990-1991  | HK Sokol Kiev           | URSS          | 28  | 10               | 12               | 22               | 20               |                  |    |                      |                      |                      |                      |                      |
| 1990-1991  | Skipjacks de Baltimore  | LAH           | 3   | 0                | 0                | 0                | 0                | --               | -- | --                   | --                   | --                   |                      |                      |
| 1990-1991  | Capitals de Washington  | LNH           | 40  | 13               | 14               | 27               | 21               | 11               | 1  | 3                    | 4                    | 6                    |                      |                      |
| 1991-1992  | Capitals de Washington  | LNH           | 80  | 36               | 37               | 73               | 35               | 7                | 3  | 2                    | 5                    | 15                   |                      |                      |
| 1992-1993  | Capitals de Washington  | LNH           | 64  | 31               | 35               | 66               | 28               | 6                | 2  | 5                    | 7                    | 2                    |                      |                      |
| 1993-1994  | Capitals de Washington  | LNH           | 83  | 29               | 29               | 58               | 73               | 11               | 2  | 3                    | 5                    | 10                   |                      |                      |
| 1994-1995  | Capitals de Washington  | LNH           | 48  | 12               | 14               | 26               | 41               | 7                | 1  | 4                    | 5                    | 0                    |                      |                      |
| 1995-1996  | Kings de Los Angeles    | LNH           | 76  | 27               | 37               | 64               | 44               | --               | -- | --                   | --                   | --                   |                      |                      |
| 1996-1997  | Kings de Los Angeles    | LNH           | 75  | 19               | 37               | 56               | 38               | --               | -- | --                   | --                   | --                   |                      |                      |
| 1997-1998  | Bruins de Boston        | LNH           | 82  | 29               | 37               | 66               | 42               | 6                | 2  | 2                    | 4                    | 2                    |                      |                      |
| 1998-1999  | Bruins de Boston        | LNH           | 79  | 29               | 42               | 71               | 48               | 12               | 3  | 4                    | 7                    | 6                    |                      |                      |
| 1999-2000  | Maple Leafs de Toronto  | LNH           | 53  | 12               | 18               | 30               | 24               | 12               | 1  | 2                    | 3                    | 0                    |                      |                      |
| 2000-2001  | Maple Leafs de Toronto  | LNH           | 27  | 3                | 6                | 9                | 8                | --               | -- | --                   | --                   | --                   |                      |                      |
| 2000-2001  | Capitals de Washington  | LNH           | 43  | 10               | 19               | 29               | 8                | 3                | 0  | 0                    | 0                    | 0                    |                      |                      |
| 2001-2002  | Capitals de Washington  | LNH           | 61  | 9                | 12               | 21               | 12               | --               | -- | --                   | --                   | --                   |                      |                      |
| 2002-2003  | Metallourg Magnitogorsk | Superliga     | 31  | 9                | 12               | 21               | 20               | 3                | 0  | 0                    | 0                    | 4                    |                      |                      |
| 2003-2004  | Metallourg Magnitogorsk | Superliga     | 38  | 4                | 7                | 11               | 20               | --               | -- | --                   | --                   | --                   |                      |                      |
| Totaux LNH | Totaux LNH              | Totaux LNH    | 811 | 259              | 337              | 596              | 422              | 75               | 15 | 25                   | 40                   | 41                   |                      |                      |

## Trophées et honneurs personnels
- 1997 : participe au 47e Match des étoiles de la Ligue nationale de hockey.
- 1999 : participe au 49e Match des étoiles de la Ligue nationale de hockey.